# Krásnoye (Tuapsé, Krasnodar)
Krásnoye (del ruso: Красное) es un seló del raión de Tuapsé del krai de Krasnodar, en el sur de Rusia. Está situado en las estribaciones meridionales del extremo oeste del Cáucaso Occidental, en la orilla derecha del río Tuapsé, 7 km al nordeste de Tuapsé y 100 km al sur de Krasnodar, la capital del krai. Tenía 410 habitantes en 2010.
Pertenece al municipio Veliaminovskoye.

## Transporte
Junto a la localidad se halla la plataforma ferroviaria Dachni de la línea Krasnodar-Krivenkovskoye-Tuapsé del ferrocarril del Cáucaso Norte. Por la localidad pasa la carretera R254 Maikop-Tuapsé.